# Dendrocalamus asper
Dendrocalamus asper, in China auch „Riesenbambus“ oder „Drachenbambus“ genannt, ist eine Bambus-Art der Gattung Dendrocalamus. 

## Beschreibung
Dendrocalamus asper ist eine großwüchsige tropische, horstbildende Bambusart, die in Südostasien beheimatet ist. Durch ihre Anspruchslosigkeit und einfache Pflege ist diese Art auch außerhalb ihrer Heimat, etwa in Südamerika und Afrika (dort in Kenia, Malawi und Ghana) sowie in Mexiko und Florida verbreitet. Die Halme dieser Bambusart der Gattung Dendrocalamus werden 15–20 m hoch und haben einen Durchmesser von 8–12 cm. Die Länge des Internodiums beträgt 25–60 cm.

## Nutzung
Dendrocalamus asper erfährt in Asien (speziell China) eine vielseitige Nutzung. Da seine Stiele sehr stabil, witterungsfest, elastisch und zugleich sehr gerade sind, werden sie traditionell für Bauarbeiten genutzt, sowohl für Brücken und Gerüste, als auch für Hütten und Häuser. Sie werden auch zum Bau von Möbeln verwendet. Auch Musikinstrumente können aus den Halmen gefertigt werden. Weil die Internodien der einzelnen Halme wasserdicht verwachsen, die Halmsegmente selbst aber innen hohl sind, dienen sie als natürliche Wasserbehälter und Kochtöpfe. Junge Sprösslinge, die sich noch unter der Erde befinden, sind zart und schmackhaft und werden deshalb zu Gemüse verarbeitet. Sie können auch in Streifen geschnitten und wie Makkaroni gekocht werden. Neben dem Moso-Bambus in China ist Dendrocalamus asper die beliebteste Bambusart in Asien, deren Triebe als Nahrungsquelle dienen. Eine medizinische Nutzung ist nicht überliefert.